# Exit (Museo Rosenbach)
Exit è il secondo album in studio del gruppo musicale italiano Museo Rosenbach, pubblicato nel 2000 dalla Carisch.

## Tracce
1. Exit – 1:35
2. Il terzo occhio – 5:39
3. In equilibrio – 4:45
4. Love – 4:07
5. Tuareg/Abbandonati – 6:35
6. Illuse le intenzioni – 5:08
7. Il re del circo – 7:31
8. Koln Raid – 4:20
9. Exit (Strumentale) – 1:47
10. Un porto nel sole – 4:37

## Formazione
- Andrea Biancheri – voce
- Marco Balbo – chitarra
- Alberto Moreno – basso
- Marioluca Bariona – tastiera
- Sergio Cossu – tastiera
- Giancarlo Golzi – batteria, percussioni